# 彩夢芭蕾
《彩夢芭蕾》是以芭蕾舞和魔法為主題的日本動畫作品，伊藤郁子原案、佐藤順一總監督。這動畫最初在2002年至2003年在日本播放，香港則以《彩夢芭蕾》的名稱於2004年開始在無線電視翡翠台播放，另一方面，台灣則由ANIMAX播映。本動畫總共有26集，前半13集為「卵之章」，後半13集為「雛之章」。
本動畫籌備超過十年，場景取材自德國古鎮訥德林根（Nördlingen），使用芭蕾舞、古典音樂、童話故事、北歐神話與歐洲民間傳說作為整個故事推進的原動力。每個角色都有一首古典樂作為主題曲，每集更是選定一首或一個芭蕾舞劇或歌劇的曲目作為主題曲，以表示本集劇情的主導動機。曾經使用過的芭蕾舞蹈及音樂包括天鵝湖、胡桃鉗、睡美人、展覽會之畫、動物狂歡節和尼伯龍根的指環等。
藍光於2017年8月30日發售。

## 故事大綱

### 卵之章
很久以前，一個作家死前寫了一個關於王子與大烏鴉戰鬥的故事。然而，故事卻因作家的死亡而失去結局，為了追求結局，故事成為了現實，來到金冠鎮，王子為了保護金冠鎮的人民而用自己的心臟將大烏鴉封印，金冠鎮便成了故事與現實交錯、現實被故事操控的世界。死後變成鬼魂的作家，為了讓停滯的故事繼續前進完成原本預定的悲劇結局，他給了一隻想要看見王子笑容的鴨子一個項鍊，這個項鍊讓鴨子變身成人類女孩－－小鴨，也讓她變身成故事裡傳說中的芭蕾公主千千，將王子遺失的心之碎片找回來。然而，千千是無法向王子告白的，否則就會化作光點消失。
然而，王子的心之碎片一一回歸的同時，米道不再只注意華亞與以及他的女朋友－－小露，他好奇千千的存在。小露因為米道不斷的轉變感到害怕，漸漸想起自己實際上是王子的敵人的女兒─烏鴉公主克蕾爾，小露是為了不讓他發現自己是烏鴉而自我催眠營造出來的假象。華亞則因為害怕米道的心一旦全部找回，故事中的悲劇將再一次重現，前世可能為騎士轉世的他，不只會被烏鴉殺死，米道也會再一次陷入無法擊敗烏鴉而將心臟刺碎的命運，於是打算將米道的心再次打碎回到原點，但米道卻表示是他自己想要把心找回後，華亞便不再阻止芭蕾公主千千的行動。
千千在找到愛之心的時候，克蕾爾突如其來的出現將愛之心與米道綁架走，為了對抗克蕾爾，華亞受了傷，他們在伊蝶爾的指引下來到麻耶為他們準備的地下舞台，克蕾爾要脅千千當面向米道告白，不然就不把心之碎片與米道交出來。但華亞阻止了千千，他與克蕾爾召喚的烏鴉決鬥卻受了更重的傷，在瀕死前砍斷了王子的劍後沉入湖底。因為華亞的決心，千千決定不要消失，而是活著去拯救米道，於是她將她的思念化作舞蹈，與克蕾爾競舞，雖然克蕾爾不斷地讓她回想起她不過是靠魔法的力量才能跳出完美的舞蹈，但她所跳的單人雙人舞喚醒封閉內心的米道，克蕾爾無法理解為何自己的思慕無法傳遞給王子，而難過退場。
離開地下舞台後，伊蝶爾為了救華亞並指引千千與米道而自焚，千千難過之餘，伊蝶爾提出最後想要看王子公主的雙人舞的請求，於是在火焰與夜空的照耀下，他們在廣場上跳了一曲又一曲的雙人舞。

### 雛之章
華亞因傷請假，米道照顧他並休息一周回到學校後，米道卻將貓老師最珍惜的舞鞋撕毀，並設計華亞讓所有人以為自己被他從宿舍二樓推了下來，華亞因此被停學處罰一個禮拜並搬離宿舍。克蕾爾公主告訴華亞米道會變成這樣是因為千千還給米道的愛之心沾有她的父親－－大烏鴉的血，很快米道其餘的心就會被烏鴉血玷汙而成為只屬於烏鴉的王子，並且為了讓大烏鴉復活，米道會四處奪取年輕美麗的心臟獻給烏鴉。小鴨的好友─小比、同樣芭蕾班的同學─芙蕾雅、赫米娜都差點因米道甜言蜜語的誘惑而獻出心臟。
在頻頻拿不到心臟的情況下，大烏鴉將怒氣宣洩到克蕾爾上，因烏鴉血而黑化的米道更是不厭其煩地出言毀貶克蕾爾的沒用，讓克蕾爾逐漸懷疑身為父親的大烏鴉所言「讓心之碎片沾染烏鴉血後，王子就會屬於她並永遠愛她」的告誡。
在米道將毒手伸向從小照顧華亞長大的姊姊─蕾潔兒後，華亞即使持劍也無法對抗米道，華亞才深深的頓悟他無法用劍保護任何人。於是他只好面對從小一直不敢面對的力量─將故事化為現實的能力，因為這個能力曾引來雙親的死亡，所以他對於自己擁有這個力量感到恐懼。但為了能夠保護他所想保護的人(米道、千千/小鴨)，決定將這個被自己封印的力量找回來，卻引發了鎮上害怕這股力量的人的注意，華亞被他們帶到麻耶的墓前，打算把他的手砍下，就像當初對待華亞的祖先－－小丑作家麻耶一樣來阻止新的故事成真。但卻被剛發現剩下的心之碎片在五個城門之中的千千發現了，她跳出來阻止了這場行刑，卻因此而被麻耶的齒輪帶到了作家的世界。

## 登場人物

### 主要人物
（配音員：日 / 港 / 台）
- 小鴨（あひる（Ahiru），配音員：加藤奈奈繪 / 梁少霞 / 楊凱凱）

作為本故事主角的「女孩子」，金冠學園芭蕾學院的學生，能藉由神袐老人小丑作家麻耶給予的垂飾變身為芭蕾公主千千（プリンセスチュチュ,Princess Tutu，法文中「tutu」意為芭蕾舞衣的短裙）替缪特尋回心之碎片。真正姿態為鴨子（注：日文中Ahiru()意為鴨子），本是住在學院的池塘，當受到驚嚇而發出鴨子叫聲就會變回鴨子，再變成為女孩必須戴著垂飾碰水，同樣，如沒了垂飾便不可變為女孩或芭蕾公主千千。一開始十分仰慕王子，但到了後期和原本敵對的華亞關係開始轉變。
- 米道（みゅうと(Mytho)，配音員：矢薙直樹 / 袁淑珍 / 于正昇）

金冠學園芭蕾學院的學生，本是故事書《王子與大烏鴉奮戰記(王子與烏鴉)》裏的主角—王子，在書中為了封印大烏鴉而用了禁忌的魔法——把自己的心刺碎，用心臟的碎片封印大烏鴉（也就是芭蕾公主千千所收集的心之碎片），並且從故事中走了出來。由於沒有心，沒有任何情感和感覺，所以美麗的雙眸經常很落寞。小鴨想讓他懂得高興和喜歡等等的感情，以及看看他的笑容而成為芭蕾公主千千。
沒有任何身為王子時的記憶，「米道(Mytho)」這個名字是由小時候的華亞替他取的（根據第10話，Mythos是指神話中傳說之人。字源參考資料），而二人在宿舍也住同一房。
後來因為愛之心的碎片受到烏鴉血的汙染而性情大變，時常要誘惑少女奪取心臟以獻給大烏鴉，但都被芭蕾公主千千及華亞阻止。
在最後一集說出他的真名——齊格菲（Siegfried），此名字為天鵝湖裡的王子之名，也是北歐神話中的英雄的名字。
- 華亞（ふぁきあ(Fakir)，配音員：櫻井孝宏 / 雷霆 / 曹冀魯）

金冠學園芭蕾學院的學生，認為自己是《王子與大烏鴉奮戰記（王子與烏鴉）》中的騎士轉世。是小丑作家麻耶的直系子孫，擁有不成熟的實現故事能力。年幼時曾因使用此能力而引來烏鴉，使得雙親被烏鴉所殺，並因此而在心中留下恐懼陰影而封筆不再寫作。在小鴨的一席話並體認到他無法用劍保護任何人後，下決心面對自己的恐懼與能力並提筆引導故事脫離悲劇結局。
自小視保護王子為己任，初時與芭蕾公主千千敵對，後逐漸對她有了情感。他的配劍則是鼎鼎有名的羅恩格林之劍（羅恩格林為華格納歌劇中的聖杯騎士）。
華亞的名字「Fakir」源自於阿拉伯文，為苦行者、殉教者之意。
- 小露（るう(Rue)，配音員：水樹奈奈 / 黃麗芳 / 林美秀）

金冠學園芭蕾學院的高材生，另外一個身分是大烏鴉的女兒─克蕾爾公主（プリンセスクレール,Princess Kraehe，源自德文中「Krähe」，為烏鴉之意）。
深愛著王子與他的父親——大烏鴉。然而後來卻發現殘忍的真相－－原來她不是大烏鴉的女兒，只是在襁褓中被大烏鴉綁架，帶回去用烏鴉血養大，並被灌輸「明明是烏鴉卻以醜陋的人類姿態降生」及「除了父親與故事中的王子外不可能會有人愛妳」等扭曲觀念的人類女孩。
- 伊蝶爾小姐（エデル(Edel)，配音員：平松晶子 / 鄭麗麗 / 許雲雲）

受小丑作家麻耶的指使幫忙推動故事發展的木偶，沒有任何情感。後來因多次被小丑作家麻耶派遣並指示小鴨各種線索，以至於後來對人類的情感產生興趣，為幫助芭蕾公主千千、王子和騎士而犧牲（自焚）。名字源為德文「Edel」，為高貴之意。
- 鵪鶉（うずら(Uzura)，配音員：葉月繪理乃 / 盧素娟 / 林美秀）

華亞的養父用伊蝶爾自焚剩下的木材製造的小孩狀的木偶，非常活潑。性別女生（根據第16話用字），知道的事全是華亞告知。與伊蝶爾不同，她是有感情的木偶。喜歡看小鴨變來變去的樣子，常害小鴨、華亞陷入窘況。
說話的句末會加上「啦」（～ずら）一字，實際毫無意思。
- 小比（ぴけ(Pike)，配音員：松本幸 / 鄭麗麗 / 許雲雲）

小鴨的朋友。喜歡華亞，是第一個被黑化的米道所誘惑的少女。
- 莉莉（りりえ(Lilie)，配音員：白鳥由里 / 林元春 / 林美秀）

口無遮攔，喜歡看小鴨失敗，但與小鴨、小比三人卻是形影不離的好友。
- 阿歐德（あおとあ(Autor)，配音員：浦田優 / 梁偉德  / ）

金冠學園音樂學院修習鋼琴的學生，說話刻薄。從第15話開始，出現的神秘人物，直到第21話，華亞注意到他，本人才正式登場，幫助華亞找回能力。名字「Autor」為德語中「作家」之意。自稱是小丑作家麻耶的遠親子孫、聽得到橡樹的嘆息聲，但未被證實。
阿歐德愛慕小露，甚至願意為她獻出他的心，不過小露仍拒絕了他。
- 大烏鴉（大鴉(Monster Raven)，配音員：菅生隆之 / 林國雄 / ）
從《王子與大烏鴉奮戰記(王子與烏鴉)》裡跑出來的反派角色，想要吃掉王子的心臟。

- 貓老師（(Mr. Cat)，配音員：松本保典 / 潘文柏 / 于正昇）

專門教芭蕾舞的貓，喜歡用「結婚」恐嚇成績不好、不用功的學生，但很害怕動物師生的求愛。
- 小丑作家麻耶（ドロッセルマイヤー(Drosselmeyer)，配音員：三谷昇 / 黃子敬 / 曹冀魯）

操控金冠鎮的幽靈作家，擁有將書寫出來的故事成為現實的能力，也因此被砍下雙手。第23話的墓碑上的名字寫「D.D.Drosselmeyer」。
（名字與《胡桃鉗與鼠王》裡的教父同名，有趣的是，這位教父是個時鐘發明家，詳細的介紹請看The Nutcracker and the Mouse King的Plot Summary）
- 旁白（ナレーション(Narattor)，配音員：岸田今日子/ 盧素娟 /許雲雲）

為各話開場白（以童話為基礎的故事）的旁白，亦為結局作最後的總結。

## 製作人員
- 原案・角色設計・總作畫監督：伊藤郁子
- 總監督：佐藤順一
- 監督：河本昇悟
- 系列構成：橫手美智子
- 道具設計：多田敬一
- 美術監督：田尻健一
- 色彩設計：川上善美
- 攝影監督：荻原猛夫
- 編集：瀬山編集室
- 音樂：和田薰
- 音響監督：本山哲
- 動畫製作：HAL FILM MAKER

## 主題曲
- 片頭曲《Morning Grace （页面存档备份，存于）》（岡崎律子）
作詞・作曲：岡崎律子　編曲：村山達哉
- 片尾曲（岡崎律子）
作詞・作曲：岡崎律子　編曲：村山達哉　和音編排：岡崎律子

香港版主題曲
- 片頭曲《醜小鴨天鵝湖 （页面存档备份，存于）》（主唱：薛凱琪）

作曲：岡崎律子　作詞：游思行　編曲：村山達哉　監製：崔炎德

## 各話列表
| 話數                        | 各話標題                          | 德語副標題                                                                | 腳本                     | 分鏡                     | 演出                     | 作畫監督                            |
| 卵之章~Kapitel des Eies~    | 卵之章~Kapitel des Eies~          | 卵之章~Kapitel des Eies~                                                  | 卵之章~Kapitel des Eies~ | 卵之章~Kapitel des Eies~ | 卵之章~Kapitel des Eies~ | 卵之章~Kapitel des Eies~            |
| --------------------------- | --------------------------------- | ------------------------------------------------------------------------- | ------------------------ | ------------------------ | ------------------------ | ----------------------------------- |
| 1.AKT                       | あひると王子さま 鴨子與王子       | Der Nußknacker: Blumenwalzer 胡桃鉗: 花之圓舞曲                           | 横手美智子               | 佐藤順一                 | 佐藤順一                 | 小林明美                            |
| 2.AKT                       | 心のかけら 心之碎片               | Schwanensee: Scène finale 天鵝湖: 終場                                    | 横手美智子               | 河本昇悟                 | 河本昇悟                 | 赤田信人                            |
| 3.AKT                       | プリンセスの誓い 公主的誓言       | Dornröschen: Panorama 睡美人:全景                                         | 横手美智子               | 佐山聖子                 | 淺見松雄                 | 竹田逸子                            |
| 4.AKT                       | ジゼル 吉賽爾                     | Giselle 吉賽爾                                                            | 小中千昭                 | 河本昇悟                 | 關田修                   | 飯飼一幸                            |
| 5.AKT                       | 火祭りの夜に 火之祭典             | Bilder einer Ausstellung: Die Katakomben 展覽會之畫: 地下墓穴             | 池田眞美子               | 紅優                     | 紅優                     | 小林明美                            |
| 6.AKT                       | 夢見るオーロラ 睡美人之夢         | Dornröschen: Prolog 睡美人: 序曲                                          | 佐藤卓哉                 | 玉川達文                 | 玉川達文                 | 赤田信人 牛島勇二                   |
| 7.AKT                       | からす姫 烏鴉公主                 | An der schönen blauen Donau 藍色多瑙河                                    | 横手美智子               | 佐藤順一                 | 室谷靖                   | 武内啓 小林明美                     |
| 8.AKT                       | 戦士の泉 戰士之泉                 | Fantasie-Ouvertüre "Romeo und Julia" 羅密歐與朱麗葉幻想序曲（柴可夫斯基） | 池田眞美子               | 佐山聖子                 | 佐山聖子                 | 竹田逸子                            |
| 9.AKT                       | 黒い靴 黑舞鞋                     | Bilder einer Ausstellung: Alten Schloß 展覽會之畫: 古堡                   | 小中千昭                 | 紅優 佐藤順一            | 玉川達文                 | 小林明美                            |
| 10.AKT                      | シンデレラ 灰姑娘                 | Aschenbrödel: Walzer-Coda 灰姑娘: 灰姑娘的圓舞曲                          | 池田眞美子               | 佐山聖子                 | 佐山聖子                 | 鹽川貴史                            |
| 11.AKT                      | ラ・シルフィード 愛人之心         | La Sylphide 仙女 （页面存档备份，存于）                                   | 佐藤卓哉                 | 河本昇悟                 | 室谷靖                   | 牛島勇二 吉川真一                   |
| 12.AKT                      | 闇の宴 黑暗饗宴                   | Scheherazade 天方夜譚組曲                                                 | 横手美智子               | 佐山聖子                 | 西本由紀夫               | 石井久美子                          |
| 13.AKT                      | 白鳥の湖 天鵝湖                   | Schwanensee 天鵝湖                                                        | 池田眞美子               | 佐藤順一                 | 佐藤順一                 | 小林明美                            |
| 雛之章~ Kapitel des Kükens~ |                                   |                                                                           |                          |                          |                          |                                     |
| 14.AKT                      | 大鴉 大烏鴉                       | Blumenwalzer 花之圓舞曲                                                   | 横手美智子               | 河本昇悟                 | 河本昇悟                 | 赤田信人 牛島勇二                   |
| 15.AKT                      | コッペリア 柯貝莉亞               | Coppelia 柯貝莉亞 （页面存档备份，存于）                                  | 池田眞美子               | 佐藤順一                 | 室谷靖                   | 鹽川貴史                            |
| 16.AKT                      | 乙女の祈り 少女的祈禱             | Gebet einer Jungfrau 少女的祈禱 (鋼琴曲)                                  | 中瀬理香                 | 佐山聖子                 | 玉川達文                 | 赤田信人 牛島勇二                   |
| 總集篇                      | 猫先生愛のレッスン 貓老師愛的講座 | -                                                                         | -                        | -                        | -                        | -                                   |
| 總集篇                      | 卵の組曲 卵之組曲                 | -                                                                         | -                        | -                        | -                        | -                                   |
| 17.AKT                      | 罪と罰 罪與罰                     | Carmen: Aragonaise 卡門: 阿拉貢舞曲                                       | 横手美智子               | 佐山聖子                 | 林有紀                   | 小林明美 鹽川貴史                   |
| 18.AKT                      | 彷徨える騎士 徬徨的騎士           | Egmont Ouvertüre 艾格蒙特序曲                                             | 池田眞美子               | 河本昇悟                 | 山内東生雄 西本由紀夫    | 赤田信人 竹田逸子 鹽川貴史          |
| 19.AKT                      | 真夏の夜の夢 仲夏夜之夢           | Ein Sommernachtstraum 仲夏夜之夢                                          | 中瀬理香                 | 佐藤順一                 | 室谷靖                   | 小林明美 牛島勇二                   |
| 20.AKT                      | 忘れられた物語 被遺忘的故事       | Die verkaufte Braut 被出賣的新嫁娘                                        | 池田眞美子               | 佐山聖子                 | 玉川達文                 | 赤田信人 鹽川貴史                   |
| 21.AKT                      | 紡ぐ者たち 編織故事的人們         | Lieder ohne Worte 無言歌                                                  | 中瀬理香                 | 佐山聖子                 | 西本由紀夫               | 小林明美 伊藤郁子                   |
| 22.AKT                      | 石の冠 石之冠                     | Das große Tor von Kiew 展覽會之畫: 基輔大門                               | 小中千昭                 | 佐藤順一                 | 室谷靖                   | 赤田信人 鹽川貴史                   |
| 23.AKT                      | マリオネッテ 傀儡                 | Ruslan und Ludmilla 盧斯蘭與魯蜜拉                                        | 小中千昭                 | 河本昇悟                 | 玉川達文                 | 小林明美 牛島勇二                   |
| 24.AKT                      | 王子とカラス 王子與烏鴉           | Danse Macabre 骷髏之舞                                                    | 中瀬理香                 | 佐山聖子                 | 西本由紀夫               | 鹽川貴史 赤田信人                   |
| 25.AKT                      | 瀕死の白鳥 瀕死的天鵝             | Romeo und Julia 羅密歐與茱麗葉（普羅科菲耶夫）                            | 池田眞美子               | 河本昇悟                 | 河本昇悟                 | 小林明美 牛島勇二                   |
| 總集篇                      | vorfinale                         | -                                                                         | -                        | -                        | -                        | -                                   |
| 26.AKT                      | フィナーレ 閉幕                   | Der Nußknacker 胡桃鉗                                                     | 横手美智子               | 佐藤順一                 | 西本由紀夫               | 赤田信人 鹽川貴史 小林明美 牛島勇二 |

## 播放電視台
| 播放地區   | 播放電視台     | 播放日期                                | 播放時間                                                  | 聯播網         |
| ---------- | -------------- | --------------------------------------- | --------------------------------------------------------- | -------------- |
| 日本全域   | Kids Station   | 2002.8.16 - 11.8 2002.11.15 - 2003.5.23 | 星期五 20:30 - 21:00 → 21:00 - 21:30                      | CS放送         |
| 兵庫縣     | SUN電視台      | 2002.8.16 - 11.8 2002.11.15 - 2003.5.23 | 星期五 20:30 - 21:00 → 21:00 - 21:30                      | 獨立UHF局      |
| 京都府     | 京都放送       | 2002.8.17 - 11.9 2002.11.16 - 2003.5.24 | 星期六 08:00 - 08:30                                      | 獨立UHF局      |
| 神奈川縣   | 神奈川電視台   | 2002.8.17 - 11.9 2002.11.16 - 2003.5.24 | 星期六 10:30 - 11:00                                      | 獨立UHF局      |
| 埼玉縣     | 埼玉電視台     | 2002.8.17 - 11.9 2002.11.16 - 2003.5.24 | 星期六 11:30 - 12:00                                      | 獨立UHF局      |
| 中京廣域圈 | 名古屋電視台   | 2003.4.4 - 7.18 2003.7.25 - 2003.10     | 星期六 02:23 - 02:53                                      | 朝日電視台系列 |
| 日本全域   | AT-X           | 2009.8.23 - 2010.2.14                   | 星期日 07:00 - 07:30 , 19:00 - 19:30 星期六 14:00 - 14:30 | CS放送         |
| 日本全域   | AT-X           | 2018.4.3 - 2018.9.25                    | 星期二 20:30 - 21:00                                      | CS放送         |
| 海外       |                |                                         |                                                           |                |
| 香港       | 無線電視翡翠台 | 2004.1.28－3.29                         | 星期一、三、五 17:05－17:35                               | 不適用         |

| 翡翠台 星期一、三、五 17:05－17:35 | 翡翠台 星期一、三、五 17:05－17:35     | 翡翠台 星期一、三、五 17:05－17:35                             |
| ---------------------------------- | -------------------------------------- | -------------------------------------------------------------- |
|                                    | （2004.1.28－2004.3.29）               |                                                                |
| 超齡細公主                         | 浮遊泉大冒險                           |                                                                |
| 星期六 10:25－10:50                |                                        |                                                                |
| 超齡細公主                         | 第1-12集 重播 （2005.1.8－2005.4.16）  | DaDa DeDe精靈樂園 (2005.4.23)Cyber守護星 (2005.4.30)企鵝小方方 |
| 星期六 11:00－11:55                |                                        |                                                                |
| Cyber守護星                        | 第13-26集 重播 （2005.5.7－2005.6.25） | 精乖寶寶Gugo (11:00－11:30)少女十七減十一 (11:30－11:55)       |

## 原聲帶

### 初回限定CD
在日本發行的初版DVD中附有限量的音樂CD，是《彩夢芭蕾》中重要的配樂曲目。

Konzert為德文，音樂會之意。
- Konzert 1.AKT
1.Introduction
2.Morning Grace (T.V. size one chorus Version)
3.「くるみ割り人形」小さな序曲
4.「くるみ割り人形」行進曲
5.「くるみ割り人形」こうぺい糖の踊り
6.ドロッセルマイヤー復活
7.一日の始まり
8.練習曲1
9.あひるのコミカル 〜猫先生登場
10.「くるみ割り人形」トレパーク
11.「くるみ割り人形」アラビアの踊り
12.「くるみ割り人形」中国の踊り
13.練習曲2
14.「私と結婚してもらいますよ！！」
15.アイキャッチ
16.あひる、センチメンタルに
17.不思議な金冠町
18.エデルのオルガン
19.「カルメン」ハバネラ
20.ダッタン人の踊り
21.「展覧会の絵」プロムナード 〜卵の殻をつけたヒナの踊り／サミュエル・ゴールデンベルクとシュミイレ
22.「ジゼル」ヒラリオンの登場
23.「くるみ割り人形」あし笛の踊り
24.「くるみ割り人形」花のワルツ
25.「動物の謝肉祭」水族館
26.私の愛は小さいけれど (T.V. size Version)

- Konzert 2.AKT
1.バレエ音楽「眠りの森の美女」序奏とリラの精の踊り
2.Morning Grace (Instrumental Version)
3.アラベスク
4.序曲「コラリオン」
5.組曲「動物の謝肉祭」序奏と堂々たるライオンの更新
6.組曲「動物の謝肉祭」雌鳥と雄鳥
7.組曲「動物の謝肉祭」カンガルー
8.組曲「展覧会の絵」プロムナード 〜古い城
9.組曲「展覧会の絵」プロムナード 〜チュイルリー 〜ブィドロ
10.ジムノペディ第１番
11.ジムノペディ 第２番
12.ジムノペディ 第３番
13.バレエ音楽「眠りの森の美女」パ・ダクシオンよりアダージョ
14.バレエ音楽「眠りの森の美女」パ・ド・カラクテール
15.バレエ音楽「眠りの森の美女」パノラマ
16.バレエ音楽「眠りの森の美女」ワルツ
17.歌の翼に
18.私の愛は小さいけれど (Instrumental Version)
19.予告編に代えて

- Konzert 3.AKT
1.Avant Title
2.Morning Grace (Alternate T.V. size Version)
3.バレエ音楽「白鳥の湖」情景
4.予兆
5.組曲「展覧会の絵」小人
6.マズルカ　第一番 嬰ヘ短調　Op.6-1
7.練習曲3
8.「コッペリア」人形のワルツ
9.「ドンキホーテ」キトリの登場
10.「ジゼル」ジゼルの登場
11.練習曲4
12.乙女の祈り
13.バレエ音楽「白鳥の湖」ワルツ
14.バレエ音楽「白鳥の湖」４羽の白鳥の踊り
15.バレエ音楽「白鳥の湖」アンダンテ・ノン・トロッポ
16.バレエ音楽「白鳥の湖」ハンガリーの踊り
17.牧神の午後への前奏曲
18.ドロッセルマイヤーの影
19.ラ・シルフィード
20.物語の終着駅は……
21.信じる力（「白鳥の湖」情景）
22.バレエ音楽「白鳥の湖」終曲
23.組曲「動物の謝肉祭」白鳥
24.私の愛は小さいけれど (Alternate T.V. size Version)
25.私の愛は小さいけれど (Full-size Rhythm Cut Version)

- Morning Grace
1.Morning Grace
2.私の愛は小さいけれど
3.Morning Grace (Karaoke)
4.私の愛は小さいけれど (Karaoke)

## 動畫公式集
《彩夢芭蕾》曾出版兩本動畫公式集，分別詳細介紹《~卵之章~》與《~雛之章~》的集數故事綱要、原案與二位監督（伊藤郁子、佐藤順一、河本昇悟）及七位聲優（加藤奈奈繪、水樹奈奈、矢薙直樹、櫻井孝宏、松本幸、白鳥由里、松本保典）訪談和使用樂曲簡介。

日本方面由秋田書店出版，然而台灣並沒有代理，且在日本已絕版。
| 集數                                                | 日版               |
| --------------------------------------------------- | ------------------ |
| プリンセスチュチュ アニメ公式ガイドブック～卵の章～ | ISBN 4-253-23050-4 |
| プリンセスチュチュ アニメ公式ガイドブック～雛の章～ | ISBN 4-253-23051-2 |

## 漫畫
- 原作：伊藤郁子・佐藤順一 / 漫畫：東雲水生（全2卷）

漫畫於月刊《Champion RED》2002年10月号（創刊号）至2003年7月号期間連載。中文版單行本譯名為《夢幻芭蕾》。
| 卷數 | 秋田書店      | 秋田書店           | 長鴻出版社    | 長鴻出版社           |
| 卷數 | 發售日期      | ISBN               | 發售日期      | EAN                  |
| ---- | ------------- | ------------------ | ------------- | -------------------- |
| 1    | 2003年3月20日 | ISBN 4-253-23040-7 | 2004年5月17日 | EAN 471-0765-18222-9 |
| 2    | 2003年7月17日 | ISBN 4-253-23041-5 | 2004年5月19日 | EAN 471-0765-18408-7 |

## 外部連結
- StarChild:プリンセスチュチュ(十週年) （页面存档备份，存于）（日語）
- プリンセスチュチュ(IMAGICA製)（日語）
- プリンセスチュチュ(Kids Station製)（日語）
- アニメ情報調査室（页面存档备份，存于）（日語）
- wikia （页面存档备份，存于）（英文）
- 巴哈 （页面存档备份，存于）（中文）
- プリンセスチュチュ(King Amusement creative) （页面存档备份，存于）（日語）